# Gmina Alibunar
Gmina Alibunar (serb. Opština Alibunar / Општина Алибунар) – gmina w Serbii, w Wojwodinie, w okręgu południowobanackim. W 2018 roku liczyła 18 536 mieszkańców.